# Socialwashing
Le socialwashing, ou blanchiment social, est un procédé de marketing ou de relations publiques utilisé par une organisation (entreprise, administration publique nationale ou territoriale, etc.) pour se donner une image trompeuse de responsabilité sociale. La plupart du temps, les dépenses consenties concernent davantage la publicité que de réelles actions en faveur de l'action sociale et de l'aide humanitaire.

## Terminologie
Le terme anglais socialwashing est la contraction des mots social et washing (« la lessive », « lavage », « travestissement » (de la réalité)). La banque de données terminologiques et linguistiques du gouvernement du Canada recommande le terme français socioblanchiment, ou socio-blanchiment, usant la même construction que celle d'écoblanchiment (greenwashing).

## Définitions
Le socialwashing se définit comme :
1. le comportement d'entreprises nocives du point de vue social (mauvaises pratiques internes, gestion des ressources humaines, management ou de conditions de travail) qui tentent de préserver et étendre leurs marchés en se présentant comme des défenseurs de la cause humanitaire et / ou sociale et des chefs de file dans le combat pour éradiquer ce qu'il dénonce ;
2. le blanchiment de leur politique de responsabilité sociétale des entreprises[2] ;
3. toute tentative d'endoctrinement de clients ou de décideurs qui leur ferait voir leurs politiques sociales comme essentielles à un développement économique et social sensé ;
4. le boniment.

Le blanchiment social est l'acte de transmettre au public des informations qui sont – dans le fond et dans leur forme – une présentation déformée des faits et de la vérité, dans le but d'apparaître socialement et/ou environnementalement responsable aux yeux d'un public ciblé. C'est un système de communication vaste et complexe destiné à faire passer une « mauvaise » donnée ou information pour une « bonne ».
Le blanchiment social, comme l'écoblanchiment, n'est pas toujours facile à identifier. L'usage de ce concept en communication doit donc se faire avec prudence.
Le socialwashing peut être présent dans l'entrepreneuriat social, pour rapprocher ses valeurs et son éthique de l'économie sociale et solidaire, comme peut l'être les notions de développement durable ou de la croissance verte,.

## Conséquences

### Conséquences internes
Les conséquences de socialwashing, peuvent aller de la démotivation, à la dépression (syndrome d'épuisement professionnel), à des arrêts longs et répétitifs, ou une démission, ce qui peut mener une rotation de l'emploi important.